# Yağız Kılınç
İbrahim Yağız Kılınç (* 16. Juli 2007 in Istanbul) ist ein türkischer Kinderdarsteller. Bekannt wurde er durch die Serie Tozkoparan İskender.

## Leben und Karriere
Kılınç wurde am 16. Juli in Istanbul geboren. Sein Debüt gab er 2015 in dem Film Yaktin Beni. 2017 trat er in zahlreiche Serien wie  Aşkın Kanunu, Ufak Tefek Cinayetler und  Klavye Delikanlıları auf. Seine erste Hauptrolle war die Serie Tozkoparan. Seit 2021 spielt er in der Nachfolgeserie Tozkoparan İskender.

## Filmografie
Filme
- 2015: Yaktın Beni

Serien
- 2017: Aşkın Kanunu
- 2017: Ufak Tefek Cinayetler
- 2017: Klavye Delikanlıları
- 2018–2020: Tozkoparan
- seit 2021: Tozkoparan İskender